# Sve sami hedovi
Sve sami hedovi je drugi studijski album hip-hop grupe Bad Copy. Izdat je 2003. godine i prodato je preko 5000 kopija. Snimljeni su spotovi za pesme "Uno due tre" i "Možeš ti to" koje je režirala grupa Beogradski Sindikat.

## Spisak Pesama
1. "Intro" (Wikluh Sky) – 1:18
2. "Pornićari stari" (Ajs Nigrutin/Wikluh Sky/Timjah) – 3:52
3. "Uno Due Tre" (Ajs Nigrutin/Wikluh Sky/Timjah) – 4:52
4. "Dosadno bez vas" (Ajs Nigrutin/Timjah/Wikluh Sky) – 4:36
5. "Pucanj" (Ajs Nigrutin, Timjah, Wikluh Sky) – 3:33
6. "Svet" (Wikluh Sky, Timjah, Ajs Nigrutin) – 3:31
7. "Krek hop" (Timjah, Wikluh Sky, Ajs Nigrutin) – 4:41
8. "Dance (skit)" (Wikluh Sky, Ajs Nigrutin) – 1:25
9. "Vune mlade" featuring Škabo (Wikluh Sky, Timjah, Ajs Nigrutin, Škabo) – 5:02
10. "Još litar jedan" (Ajs Nigrutin, Wikluh Sky, Timjah) – 3:22
11. "Izlomiću lokal (skit)" featuring Bičarke na travi (Wikluh Sky, Bičarke na travi) – 1:01
12. "Možeš ti to" featuring Bičarke na travi (Wikluh Sky, Timjah, Ajs Nigrutin, Bičarke na travi) – 4:21
13. "Marketing 1 (skit)" (Wikluh Sky, Ajs Nigrutin, Timjah) – 0:40
14. "Mood Raw" featuring Seven & Bvana (Seven, Ajs Nigrutin, Timjah, Bvana, Wikluh Sky) – 4:26
15. "Primite pozdrave" (Ajs Nigrutin, Wikluh Sky, Timjah) – 2:56
16. "Tatule" (Ajs Nigrutin, Timjah, Wikluh Sky) – 4:10
17. "Profitabilni diskovi" (Ajs Nigrutin, Wikluh Sky) – 2:43
18. "Svetlost blica" featuring Bičarke na travi (Bičarke na travi) – 1:14
19. "Uput" featuring Bičarke na travi (Ajs Nigrutin, Wikluh Sky, Timjah, Bičarke na travi) – 2:40
20. "Sarma spremna" (Ajs Nigrutin, Wikluh Sky, Timjah) – 5:10
21. "Da zapalimo" (Wikluh Sky, Timjah) – 3:29
22. "Marketing 2 (skit)" (Wikluh Sky, Timjah) – 1:10
23. "Mučenje" (Ajs Nigrutin, Wikluh Sky, Timjah) – 5:14
24. "Porno ganksta" (Wikluh Sky) – 1:21

## Spotovi
- Uno due tre
- Možeš ti to

## Spoljašnje veze
- Zvanična veb prezentacija MC Bdat Džutim www.timbe.co.cc